# Giovita
Giovita ist ein italienischer männlicher Vorname. Er stellt die italianisierte Form des lateinischen Heiligennamens Iovita dar. Namenstag ist der 15. Februar, der Gedenktag der Heiligen Faustinus und Jovita.

## Namensträger
- Faustinus und Jovita (italienisch Faustino e Giovita), legendäre frühchristliche Märtyrer und Heilige der katholischen Kirche
- Giovita Garavaglia (1790–1835), italienischer Kupferstecher
- Giovita Ravizza (1476–1553), italienischer Gelehrter
- Giovita Scalvini (1791–1843), italienischer Dichter und Literaturkritiker